# ウェルポイント施工技能士
ウェルポイント施工技能士（ウェルポイントせこうぎのうし）とは、国家資格である技能検定制度の一種で、都道府県知事（問題作成等は中央職業能力開発協会、試験の実施等は都道府県職業能力開発協会）が実施する、ウェルポイント施工に関する学科及び実技試験に合格した者をいう。
なお職業能力開発促進法により、ウェルポイント施工技能士資格を持っていないものがウェルポイント施工技能士と称することは禁じられている。
ウェルポイント施工技能士は、職業訓練指導員 (さく井科)、職業訓練指導員 (土木科)の実技試験免除資格となっている。

## 級別
1級、2級の別がある。

## 実技作業試験内容（ウェルポイント工事作業）
- 1級
  - 要素試験：揚水量の測定、水位の測定、ディープウェル用充てん砂利の判定、水中ポンプの設置位置の判定、打設方法の選定、ウェルポイントの機能の判定、土の構造の判定、砂の判定及びウェルポイント打設作業手順の判定について行う。試験時間＝31分
  - ペーパーテスト：ウェルポイント施工図、土質柱状図等によりウェルポイントの配置及び機材数量の算出、使用機材の名称、故障等の診断、建設工事の全工程表にウェルポイント工事の工程の記入、ディープウェルの充てん砂利の積算及びスクリーンの開孔数等の算定、水中ポンプの必要揚程の算定並びにポンプ性能曲線に対応するポンプの決定等について行う。試験時間＝2時間
- 2級
  - 要素試験：揚水量の測定、水位の測定、打設方法の選定、ウェルポイントの機能の判定、土の構造の判定及びウェルポイント打設作業手順の判定について行う。試験時間＝22分
  - ペーパーテスト：ウェルポイント施工図、土質柱状図等によりウェルポイントの配置及び機材数量の算出、使用機材の名称、故障等の診断、水中ポンプ性能曲線に対応するポンプの決定等について行う。試験時間＝2時間